# Ponteareas
Ponteareas település Spanyolországban, Pontevedra tartományban. Ponteareas O Porriño, Mos, Pazos de Borbén, Mondariz, Mondariz – Balneario, Salvaterra de Miño, As Neves és Salceda de Caselas községekkel határos. Lakosainak száma 23 196 fő (2024).

## Népesség
A település népessége az elmúlt években az alábbi módon változott:
| Lakosok száma | 18 844 | 21 049 | 22 411 | 23 172 | 23 409 | 23 115 | 22 893 | 22 877 | 23 049 | 23 196 |
|               | 2001   | 2004   | 2007   | 2009   | 2012   | 2014   | 2017   | 2019   | 2022   | 2024   |